# Saint-Germain-de-Montbron

Saint-Germain-de-Montbron este o comună în departamentul Charente, Franța. În 1 ianuarie 2022 avea o populație de 488 de locuitori.